# Peter Marginter
Peter Marginter (n. 26 octombrie 1934, Viena, Statul Federal al Austriei – d. 10 februarie 2008) a fost un scriitor de literatură științifico-fantastică, eseist și traducător austriac.

## Biografie și carieră
Peter Marginter s-a născut la 26 octombrie 1934, la Viena, în Austria. 
El a studiat Dreptul și Științele Politice la Innsbruck și Vienna. Între 1964-1968 a fost secretar al  Camerei de Comerț din Viena, iar în perioada 1971-1978 a fost atașatul cultural al Austriei în Turcia și în Marea Britanie. În 1988/89 a fost șef de departament la Ministerul Federal al Afacerilor Externe și apoi, până în 1995, șef al Institutului Cultural Austriac din Londra.
Cărțile publicate de Marginter sunt bizar-amuzante și au trăsături fantastice. În 1966 a publicat romanul științifico-fantastic Der Baron und die Fische (cu sensul de Baronul și peștii). În 1967 a primit Premiul Fundației Theodor Körner pentru promovarea științei și a artei și, în 1968, premiul pentru literatură din partea orașului Viena. În 1967 a publicat cartea Der tote Onkel (cu sensul de Unchiul mort) care a fost ecranizată în 1981 de Georg Lhotsky. Au urmat alte scrieri științifico-fantastice ca Die Maschine (în 1967, tradusă în limba engleză ca The Machine în 2001), Leichenschmaus (în 1969, tradusă în limba engleză ca Funeral Meats) sau Die unsichtbare Geliebte (în 1987). The Machine a apărut în antologia The Best of Austrian Science Fiction editată de Franz Rottensteiner iar  Funeral Meats  a apărut în antologia The Dedalus Book of Austrian Fantasy: 1890-2000 editată de  Mike Mitchell.
Peter Marginter a fost membru al consiliului austriac al PEN-Club.
A decedat la 10 februarie 2008.

## Lucrări
- Der Baron und die Fische, 1966
- Der tote Onkel, 1967, 1981 filmat de Georg Lhotsky
- Leichenschmaus, 1969
- Der Sammlersammler, 1971
- Königrufen, 1973
- Pim, 1973
- Wolkenreiter und Sohn, 1977
- Zu den schönen Aussichten, 1978
- Die drei Botschafter, 1980
- Wolkenreiter & Sohn, 1982, Drehbuch,  filmat de Sepp Strubel
- Das Rettungslos, 1983, filmat de  Georg Madeja și Peter Bongartz, Christine Ostermayer, Wilfried Baasner
- Die göttliche Rosl
- Der Kopfstand des Antipoden, 1985
- Besuch, 1987
- Die Maschine, 2000
- Das Röhren der Hirsche, 2001
- Des Kaisers neue Maus, 2001

## Premii
- 1967: Literature Promotion Prize of Theodor Körner Foundation Fund for the Promotion of Science and Art
- 1968: Prize of the city of Vienna for literature
- 1968: Funding contribution of the Vienna Art Fund of the Central Savings Bank in Vienna for literature
- 1970: Anton Wildgans Prize
- 1973: Merit Award of Lower Austria for literature
- 1985: Price of the Inklings Society of Literature and Aesthetics
- 1986: Translators premium of the Federal Ministry of Education and Arts
- 1996: Austrian Cross of Honour for Science and Art, 1st class

## Vezi și
- Listă de scriitori de literatură științifico-fantastică
- Listă de scriitori de limbă germană
- Științifico-fantasticul în Austria